# Casa Budde

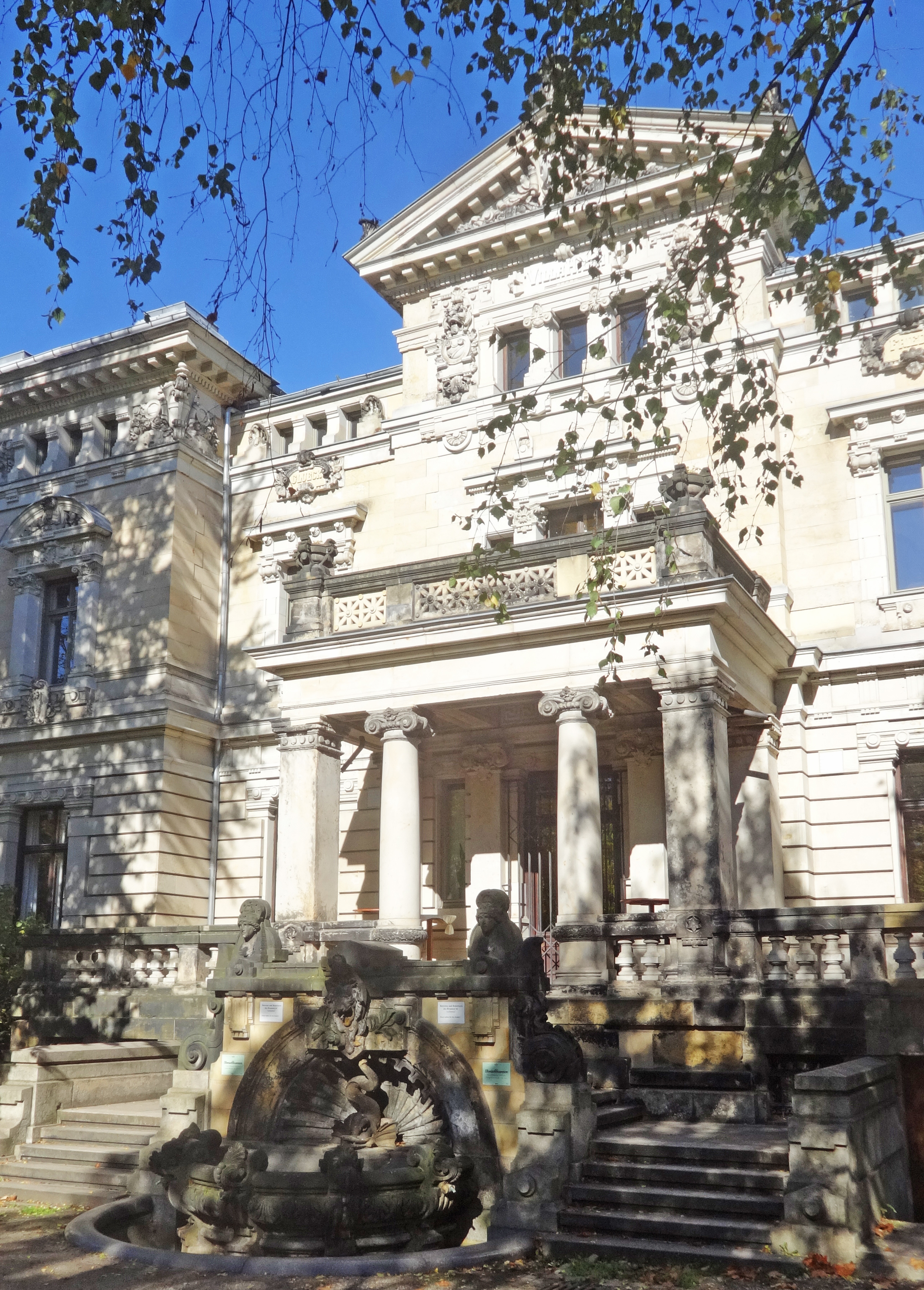
Casa Budde

Budde-Haus è un centro socio-culturale situato nell’area nord di Lipsia, nel distretto di Gohlis. La casa fu costruita nel 1890-1891 come residenza per la famiglia degli industriali Bleichert e dal 1956 è utilizzata come centro culturale. Dal 1973 è stata dichiarata monumento protetto ed è un importante esempio di architettura storicista dell'inizio del secolo in Germania. Dal 1993 è uno dei dieci centri socio-culturali di Lipsia.

## Storia

### Famiglie Bleichert e Mende
Nel 1860 sul vasto sito tra l'odierna Lützowstraße e Benedixstraße si trovavano un'officina del gas e una piccola villa per la gestione dell'officina del gas. Nel 1880, il proprietario della fabbrica di funivie Adolf Bleichert (nato a Dessau nel 1845, cresciuto a Lipsia-Gohlis) acquistò il terreno e gli edifici di fronte ai locali della sua fabbrica. A questo seguì la conversione della piccola villa Bleichert a residenza per la famiglia. Nel 1890 la vecchia villa fu demolita e dal 1890 al 1891 fu costruita la "Villa Hilda", che portava il nome della moglie di Adolf Bleichert, Victoria Emilie Hildegard.
La famiglia Bleichert aveva otto figli, due dei quali morirono giovani. Nel 1899 Adolf Bleichert si ammalò di tubercolosi. Morì nel 1901 in un ospedale in Svizzera e fu sepolto nel cimitero di Lipsia-Gohlis. La sua lapide si può vedere ancora oggi. La direzione delle fabbriche Bleichert fu presa in mano dai suoi figli Max e Paul Bleichert. Nel 1918 la famiglia ricevette il titolo nobile ereditario di "von Bleichert". All'inizio del 1920 la famiglia si trasferì.
Nel 1927 Karl Mende, un grossista di vetro industriale, con sede alla Eutritzscher Freiladebahnhof, acquistò la proprietà e la utilizzò come residenza per la sua famiglia. In questo periodo vennero effettuate varie modifiche, tra le quali la chiusura del soffitto del piano superiore con blocchi di vetro.
Durante i bombardamenti del 1945, l'ala destra e la cupola di vetro della casa furono distrutte. La famiglia Mende continuò a vivere nella villa fino al 1952, anche durante l'acquartieramento dei rifugiati. L'arresto di Karl Mende con il pretesto della monopolizzazione (restrizione dell'impresa privata) segnò la fine del suo dominio sulla proprietà. Karl Mende riuscì in seguito a fuggire dalla prigione di Zwickau per raggiungere Berlino Ovest con documenti falsificati.  

### Circolo Heinrich Budde
L’immobile  divenne di proprietà del popolo con il Consiglio della Città di Lipsia come ente giuridico. Tra il 1953 e il 1954 la villa fu utilizzata come convitto per gli studenti della scuola di ingegneria civile, poi tra il 1954 e il 1955 come casa per 80 "ragazze difficili da educare". Nel 1956 l'immobile fu trasferito alla società succeduta al Bleichertwerke, la VEB Verlade- und Transportanlagen Leipzig, per uso culturale. L'11 agosto 1956 l'edificio fu inaugurato come "Circolo Heinrich Budde". I decenni successivi videro una vivace vita culturale nella casa, con la presenza di una biblioteca, eventi di danza e gruppi di lavoro.

### Casa Budde
Nel gennaio 1993 il "Circolo Heinrich Budde" fu chiuso e fu restituito al nipote di Karl Mendes, che ottenne l’autorizzazione della richiesta di restituzione. Grazie all'azione dell'associazione di cittadini del distretto di Gohlis "Salvate la Budde Haus", la città di Lipsia acquistò la proprietà per 2,4 milioni di marchi tedeschi e la consegnò alla neonata Förderverein Heinrich-Budde-Haus e. V. (Associazione per la promozione della Casa Heinrich Budde).
Il 22 maggio 1993 ebbe luogo la riapertura della villa come centro socio-culturale Heinrich-Budde-Haus. Nonostante le vivaci attività culturali e i primi lavori di ristrutturazione, la città di Lipsia pianificò ripetutamente di vendere l'edificio. Dopo che il Förderverein Heinrich-Budde-Haus e. V. presentò istanza di insolvenza nel 2014, l'Ufficio culturale della città di Lipsia assunse la gestione dell'immobile. A seguito di una gara d'appalto, FAIRbund e. V. gestisce nuovamente la Casa Budde come centro socio-culturale dal gennaio 2017.

## Architettura
Nel quartiere di Gohlis, costruito ed apprezzato principalmente per scopi residenziali, nel XIX secolo furono costruiti molti edifici di ville dell'alta borghesia. Nel 1880 l'ingegnere Gustav Adolf Bleichert acquistò la proprietà in Feldstraße (oggi Lützowstraße). La casa che vi sorgeva fu destinata alla demolizione/ricostruzione. I progetti di costruzione della nuova villa Bleichert furono presentati nel 1889  .
La progettazione fu commissionata al rinomato studio di architettura di Lipsia Pfeifer e Händel, e la costruzione fu realizzata dallo studio di Lipsia di Eduard Steyer. L'iscrizione "Villa Hilda" si legge sul timpano centrale della facciata principale, che doveva essere intesa come un riferimento da parte del costruttore a sua moglie Victoria Emilie Hildegard Bleichert. Di conseguenza, la casa è diventata nota come "Villa Hilda" oltre al nome di "Villa Bleichert".
I lavori di costruzione furono completati nel 1891 e la famiglia poté trasferirsi l'anno successivo. Tra i ricchi arredi vi sono la pietra arenaria di Postelwitz e Cotta sulle facciate, oltre a marmi, stucchi e decorazioni in oro, vetrate artistiche e legni pregiati all'interno . L'avancorpo centrale, decorato da colonne ioniche, è fiancheggiato da due edifici ad ala. Un regolare programma di immagini sulla facciata principale presenta ghirlande di frutta, uno stemma con le iniziali del padrone di casa nel timpano triangolare, una testa di leone sopra il balcone, teste di donne con viticci di fiori sulle ali. L'attuale tetto piano era originariamente coronato da una monumentale cupola di vetro .
Il carattere simbolico-mitico della facciata principale continua nell'area della fontana decorativa. Qui ci sono liberi usi di stilemi antichi e assiri: creature mitiche sfingiformi di origine egiziana, testa di leone, figura di delfino e ornamenti vegetali.
L'interno è/era altrettanto sontuosamente decorato: la scala era ornata da una fontana a muro, e la rotonda aveva in origine una cupola con lucernario vetrato colorato, che offriva un'atmosfera inondata di luce nell'ampio atrio.
La seconda guerra mondiale causò danni consistenti all'edificio: l'angolo sud-est con il padiglione del giardino d’inverno fu completamente distrutto, e anche la cupola di vetro all'interno e la piramide di vetro all'esterno sono scomparse  .

## L'azienda Bleichert.
La Adolf Bleichert & Co., fabbrica di funivie Lipsia-Gohlis era un'azienda con sede a Lipsia - Gohlis particolarmente attiva nella costruzione di funivie. L'ex sede dell'azienda è sotto tutela dei monumenti (vedi elenco dei monumenti culturali a Gohlis-Mitte, A–K e elenco dei monumenti culturali a Gohlis-Mitte, L–Z ).

## Origine del nome Budde-Haus
Caspar Heinrich Budde nacque il 28 gennaio 1887 a Dorstfeld, vicino a Dortmund, come secondogenito di otto fratelli. Dopo vari corsi di formazione e perfezionamento, fu impiegato come tecnico dall'aprile all'agosto 1909 presso l'allora fabbrica di trasporti Adolf Bleichert &amp; Co. di Lipsia.
Nel 1914 sposò la moglie Else (nata Funke), con la quale ebbe due figli: Herbert (* 1910) e Gertrud (* 1915). Nel 1914 la famiglia Budde si trasferì a Duisburg e dopo la prima guerra mondiale Heinrich Budde divenne un imprenditore di trasporti in proprio. Gli anni 1921/22 videro il ritorno a Lipsia di Heinrich Budde, anche in questo caso impiegato presso la ditta Bleichert come progettista/ingegnere di ferro. Divenne disoccupato durante la Grande Depressione. Nel 1935 Heinrich Budde ottenne un lavoro presso la società Mannesmann-Rohrleitungen A.G. di Lipsia .
Durante un bombardamento aereo della Mannesmann nel 1943, Heinrich Budde si scagliò contro il regime nazista e fu successivamente denunciato alla Gestapo dai colleghi e arrestato. L'accusa imputava a Budde discorsi incendiari, la pianificazione di un colpo di stato comunista e di aver tentato di manipolare la volontà del popolo tedesco. Nel luglio 1944 si svolse il processo presso il Tribunale regionale superiore di Dresda, con una sentenza di sette anni di reclusione per sovversione e sette anni di perdita dell'onore . L'accusa fece appello e il 27 ottobre 1944 il Tribunale popolare fascista pronunciò la sentenza di morte. Heinrich Budde fu giustiziato il 27 novembre 1944. In omaggio alla memoria di Budde, la Beaumontstraße di Gohlis fu ribattezzata Heinrich-Budde-Straße nel 1945 e a lui fu intitolato il circolo "Heinrich Budde" nel 1956.